# Brumptomyia avellari
Brumptomyia avellari är en tvåvingeart som först beskrevs av Costa Lima A. 1932.  Brumptomyia avellari ingår i släktet Brumptomyia och familjen fjärilsmyggor. Inga underarter finns listade i Catalogue of Life.